# Getxo
Getxo – gmina w Hiszpanii, w prowincji Biskaja, w Kraju Basków, o powierzchni 11,89 km². W 2011 roku gmina liczyła 80 026 mieszkańców.